# Torneo de Montpellier 2020
El Open Sud de France 2020 fue un evento de tenis profesional de la categoría ATP 250 que se jugó en pistas duras. Se trató de la 33.a edición del torneo que forma parte del ATP Tour 2020. Se disputará en Montpellier, Francia del 3 al 9 de febrero de 2020 en el Sud de France Arena.

## Distribución de puntos
| Modalidad            | Campeón | Finalista | Semifinales | Cuartos de final | 2ª ronda | 1ª ronda | Clasificados | 2ª ronda de clasificación | 1ª ronda de clasificación |
| Individual masculino | 250     | 165       | 100         | 50               | 25       | 0        | 13           | 7                         | 0                         |
| Dobles masculino     | 250     | 150       | 90          | 45               | 20       | 0        | -            | -                         | -                         |

## Cabezas de serie

### Individuales masculino
| Tenista               | Ranking | Preclasificado |
| Gaël Monfils          | 10      | 1              |
| David Goffin          | 11      | 2              |
| Denis Shapovalov      | 13      | 3              |
| Grigor Dimitrov       | 20      | 4              |
| Félix Auger-Aliassime | 22      | 5              |
| Pablo Carreño         | 30      | 6              |
| Filip Krajinović      | 41      | 7              |
| Ugo Humbert           | 43      | 8              |

- Ranking del 27 de enero de 2020.[2]

### Dobles masculino
| Tenistas                             | Ranking | Preclasificado |
| Kevin Krawietz Nicolas Mahut         | 11      | 1              |
| Jean-Julien Rojer Horia Tecău        | 39      | 2              |
| Jürgen Melzer Édouard Roger-Vasselin | 52      | 3              |
| Jamie Murray Neal Skupski            | 56      | 4              |

## Campeones

### Individual masculino
Gaël Monfils venció a  Vasek Pospisil por 7-5, 6-3

### Dobles masculino
Nikola Čačić /  Mate Pavić vencieron a  Dominic Inglot /  Aisam-ul-Haq Qureshi por 6-4, 6-7(4-7), [10-4]